# Адвинкула, Хосе Фуэрте
Хосе́ Фу́эрте Адви́нкула (исп. José Fuérte Advíncula; род. 30 марта 1952, Думалаг, Филиппины) — филиппинский кардинал. Епископ Сан-Карлоса с 25 июля 2001 по 9 ноября 2011. Архиепископ Каписа с 9 ноября 2011 по 25 марта 2021. Архиепископ Манилы с 25 марта 2021. Кардинал-священник с титулом церкви Сан-Виджильо с 28 ноября 2020.

## Биография
Адвинкула родился 30 марта 1952 года в Думалаге, Капис, в семье Хосе Фирмалино Адвинкула и Кармен Фальсис Фуэрте. Учился в городе Рохас, в семинарии имени Святого Пия X. После получения образования, остался для изучения философии. Будучи в Маниле, посещал курсы теологии в Университете Санто-Томас.

### Священство
Позже он получил степень магистра гуманитарных наук в области образования по специальности «Руководство и консультирование» в Университете Де Ла Саль, а затем каноническое право в Университете Санто-Томас и Ангеликум в Риме, где он получил степень лиценциата канонического права. Во время этих исследований он присоединился к Священническому Братству Святого Доминика.
В 1999 году он стал приходским священником прихода Санто-Томас-де-Вильянуэва в Дао, Капис.